# Ópálosi csata
Az ópálosi csata 1944. szeptember 14–19. között zajlott az Arad megyei Ópálos térségében. A csatában a román–szovjet csapatok kerekedtek felül, aminek az lett a következménye, hogy a magyarok kénytelenek voltak feladni Aradot és kivonulni a dél-erdélyi területekről.

## A csata
A Maros völgyében előrenyomuló román–szovjet csapatok Ópálos térségében a magyar csapatokba ütköztek, akik a településtől nyugatra bekerítő hadműveletet kíséreltek meg a román csapatok jobb szárnya ellen szeptember 14-én. A magyar csapatok célja az volt, hogy Ópálosnál a településtől északra lévő erdőre támaszkodva lezárják a Maros völgyét a szovjetek elől. A magyarok első rohamát, amelyben két gyalogos zászlóalj vett részt harckocsik támogatásával, a románok visszaverték, súlyos veszteséget okoztak a magyaroknak. Ezután a magyarok öt másik támadást is intéztek a románok ellen, de sorra visszaverték őket. Végül a támadásokban kimerült magyar állásokat aznap este a románok tűz alá vették, nagy veszteségeket okozva nekik. A magyarok ebben a támadásban 18 harckocsit és 3 páncélozott harcjárművet veszítettek el.
A következő nap, 15-én a magyarok erős tüzérségi előkészítés után összpontosított támadást indítottak az 1. zászlóalj ellen, amelyet visszavonulásra kényszerítettek és a románok csak Gyorok térségében tudták megállítani az előrenyomulást. Szeptember 16-án azonban a románok tüzérségi előkészítés nélkül meglepetésszerű támadást intézek a magyarok ellen, feladásra kényszerítve őket az előző nap elfoglalt területeket.
A harcok hevességüket szeptember 17-én érték el, amikor a magyar hadvezetés az összes lehetséges haderőt bevetette. 45 perces tüzérségi előkészítés után a magyaroknak sikerült áttörni a román vonalat a Béga egyik mellékfolyójától északra, itt azonban beleütköztek az 53. Kadét hadosztályba, amely feltartóztatta a magyarokat. Időközben a szovjet páncélosok meglepték a magyarokat, a  32. gépesített gyalogos zászlóalj megérkezett a térségbe és a közös román–szovjet ellentámadás szeptember 19-e reggelére visszavonulásra késztette a magyarokat, ezzel lezárta a csatát.

## Fordítás
- Ez a szócikk részben vagy egészben  a   Battle of Păuliș című angol Wikipédia-szócikk fordításán alapul.  Az eredeti cikk szerkesztőit annak laptörténete sorolja fel. Ez a jelzés csupán a megfogalmazás eredetét és a szerzői jogokat jelzi, nem szolgál a cikkben szereplő információk forrásmegjelöléseként.